# Нетечинцы
Нетечинцы (укр. Нетечинці) — село в Виньковецком районе Хмельницкой области Украины.
Население по переписи 2001 года составляло 1166 человек. Почтовый индекс — 32533. Телефонный код — 3846. Занимает площадь 5,477 км². Код КОАТУУ — 6820685001.

## Известные уроженцы
- Бараболько, Михаил Петрович — Герой Советского Союза.

## Местный совет
32523, Хмельницкая обл., Виньковецкий р-н, с. Нетечинцы